# Bazilika Panny Marie Karmelské

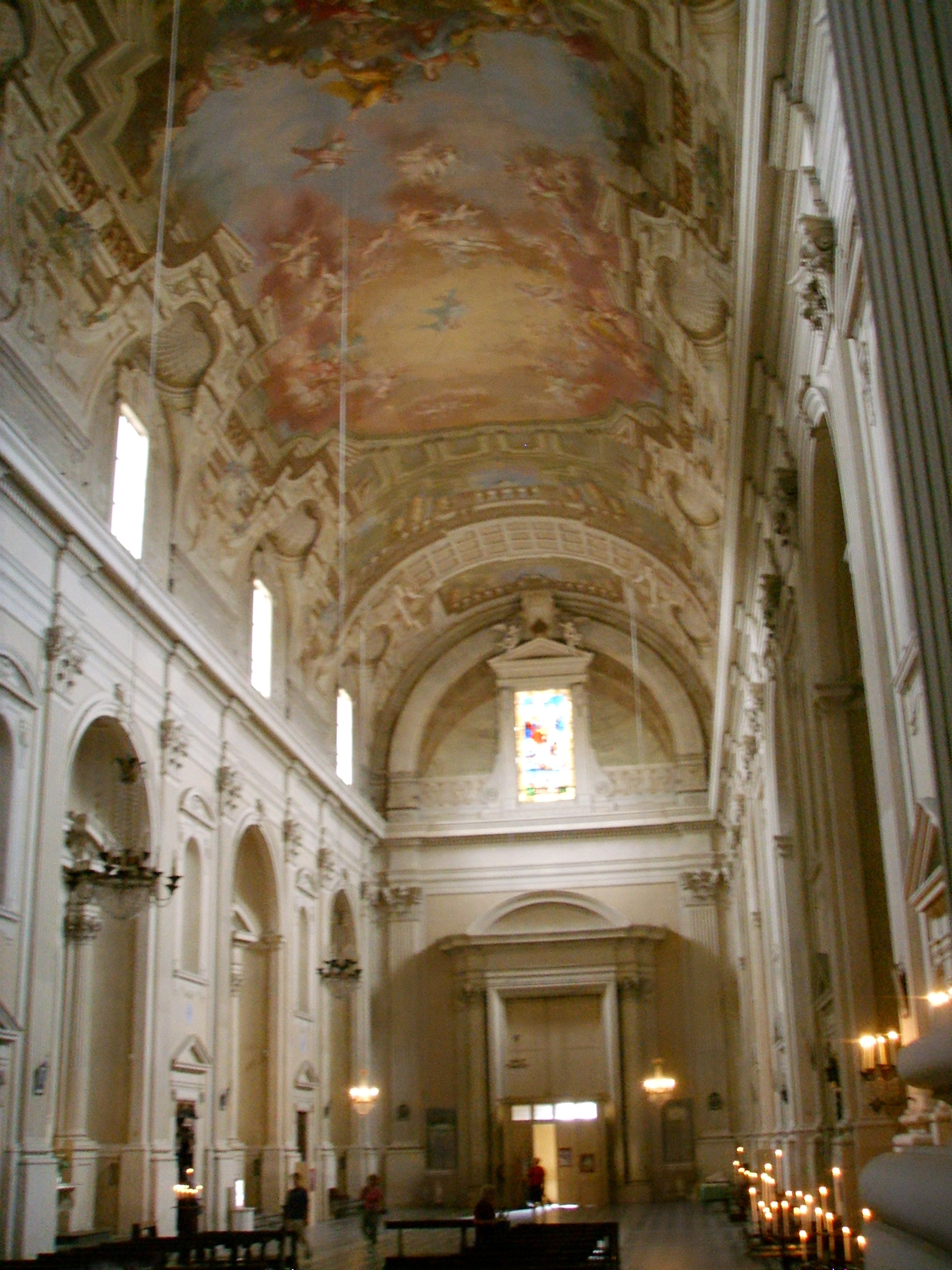
Interiér

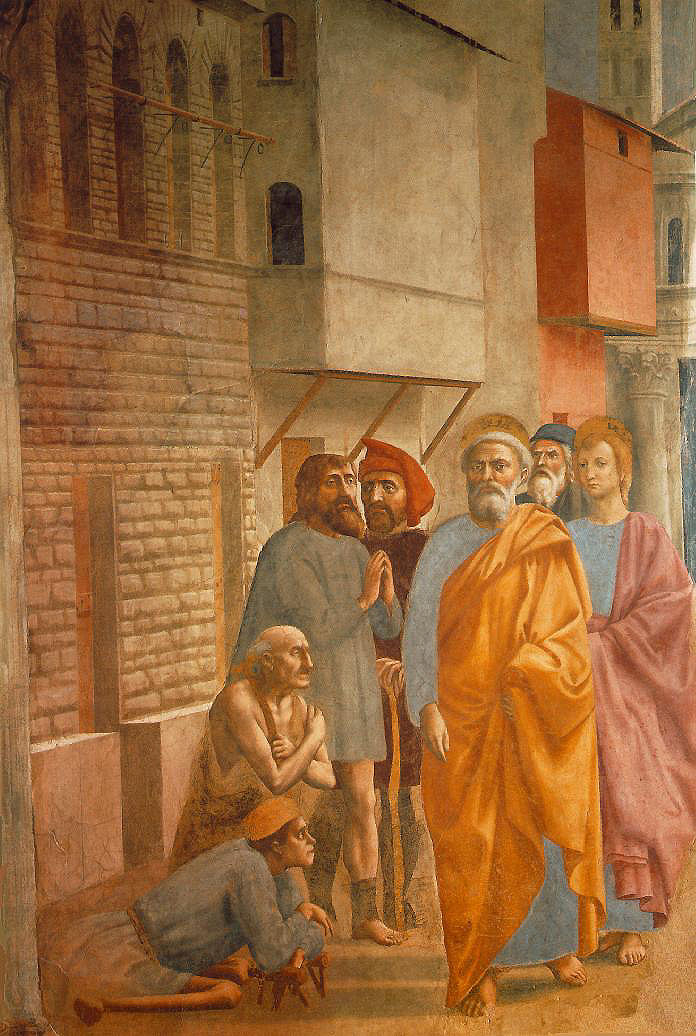
Masaccio, Uzdravení chromého

Bazilika Panny Marie Karmelské (italsky Santa Maria del Carmine) je katolický kostel na jižní straně řeky Arno ve Florencii. Roku 1955 byl jmenován bazilikou minor.
Kostel zasvěcený Panně Marii z hory Karmel byl postaven v roce 1268 jako součást karmelitánského kláštera, který tu existuje dodnes. Z původní stavby se zachovalo jen několik románsko-gotických pozůstatků. Klášter byl poprvé rozšířen v roce 1328 a poté roku 1464, kdy byla postavena kapitula a refektář. Jednolodní kostel si zachoval půdorys latinského kříže.
Stejně jako u mnoha jiných kostelů ve Florencii (např. San Lorenzo) zůstala fasáda nedokončená; plánované inkrustace již nebyly provedeny. V 16. a 17. století proběhla barokní přestavba. Kostel byl v roce 1771 silně poškozen požárem, avšak sakristie byla ušetřena, takže se zde zachovala některá umělecká díla. Interiér kostela byl obnoven roku 1782 v rokokovém slohu, kdy klenba dostala iluzorní výmalbu.
Požáru unikla také nejvýznamnější kaple baziliky, kaple Brancacciů. Výmalba ukazuje 15 scén ze života apoštola Petra a je jedním z nejvýznamnějších freskových cyklů rané renesance ve Florencii. Dílo zahájil v roce 1424 Masolino, podstatně rozšířil Masaccio roku 1427 a dokončil roku 1485 Filippino Lippi. Po letech restaurátorských prací (financovaných italskou počítačovou společností Olivetti) byla kaple v roce 1990 znovu otevřena. Nejdůležitější freskou je Peníz daně.